# Juan Ramón Jiménez
Pour les articles homonymes, voir Jiménez.
 (décembre 2024).
Si vous disposez d'ouvrages ou d'articles de référence ou si vous connaissez des sites web de qualité traitant du thème abordé ici, merci de compléter l'article en donnant les références utiles à sa vérifiabilité et en les liant à la section « Notes et références ».
Juan Ramón Jiménez, né à Moguer, en Andalousie, le 23 ou 24 décembre 1881 et mort le 29 mai 1958 à San Juan, à Porto Rico, est un poète espagnol de la génération de 14, époux de l'écrivaine Zenobia Camprubí.
Il a notamment développé l'idée de « poésie pure », à savoir une poésie d'inspiration platonicienne, habitée par un idéal supérieur de beauté et détachée de tout contenu idéologique, politique ou social. Jiménez se veut un poète du raffinement et de la nuance, soucieux de développer de nouvelles recherches esthétiques et rythmiques dans l'expression d'une douce mélancolie. Ses compositions sont par ailleurs dotées d'une large dimension musicale.
Jiménez reconnaît le symbolisme français et les travaux de Rubén Darío, à l'origine du mouvement moderniste en Amérique latine, comme influences déterminantes pour son œuvre.
Son récit poétique le plus célèbre est Platero y yo, sous-titré Elégie andalouse et dont l'édition intégrale parut en 1917. Opposant au régime franquiste, il s'enfuit à Porto Rico en 1939. Il y reçut le prix Nobel de littérature en 1956 alors qu'il vivait en exil avec d'autres figures marquantes de la Péninsule, telles que Pablo Casals et Francisco Ayala.

## Biographie
Il naquit le 23 décembre 1881 au numéro 2 de la calle de la Ribera de Moguer. Il était le fils de Víctor Jiménez et de Purificación Mantecón, qui pratiquaient avec succès le commerce des vins. En 1887, ses parents s'installèrent dans une vieille maison de la calle Nueva et il reçut son enseignement primaire et secondaire au collège de San José.
En 1891, il passa son brevet avec mention « Très bien » à l'Institut de Huelva. En 1893 il prépara le Baccalauréat au collège San Luis Gonzaga du Puerto de Santa María, et obtint le titre de Bachelier ès Arts. En 1896 il alla à Séville pour devenir peintre, croyant que c'était sa vocation. Il y fréquenta la bibliothèque de l'Athénée sévillan. Il écrivit ses premières œuvres en prose et en vers et commença à collaborer aux journaux et aux revues de Séville et de Huelva.
Sur l'ordre de son père, il commença des études de droit à l'Université de Séville mais les abandonna sans les avoir terminées en 1899.

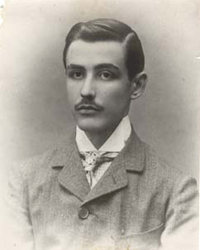
Juan Ramón Jiménez vers 1900 (19 ans)

En 1900, il s'installa à Madrid et publia ses deux premiers livres, Ninfeas y Almas de violeta. La mort de son père la même année et la ruine de sa famille le jetèrent dans une angoisse profonde, qu'il vécut intensément en raison de son caractère hyperesthésique ; en 1901 il fut admis pour dépression dans un hôpital près de Bordeaux puis, de retour à Madrid, au Sanatorio del Rosario.
En 1902, il publie Arias tristes et participe à la fondation de la revue littéraire Helios. Il quitte également le Sanatorio del Rosario et va s'installer chez le Docteur Simarro. En 1904, il publie Jardines lejanos.
En 1905, il retourna dans son village natal en raison des problèmes économiques de sa famille causés par la mort de son père et habite la maison de la rue Aceña. Cette période coïncide avec la période de sa plus grande production littéraire. On y trouve dans la Deuxième Anthologie Poétique (achevée d'imprimer en 1922), des ouvrages en vers: Pastorales (1903-1905) ; Olvidanzas (1906-1907) ; Baladas de primavera (1907) ; Elejías (1907-1908) ; La soledad sonora (1908) ; Poemas májicos y dolientes (1909) ; Arte menor (1909) ; Poemas agrestes (1910-1911) ; Laberinto (1910-1911) ; Melancolía (1910-1911) ; Poemas impersonales (1911) ; Libros de amor (1911-1912); Domingos (Première partie) (1911-1912) ; El corazón en la mano (Deuxième partie) (1911-1912); Bonanza (Troisième partie) (1911-1912) ; La frente pensativa (1911-1912) ; Pureza (1912) ; El silencio de oro (1911 -1913) ; Idilios (1912-l913) tous écrits pendant son séjour chez lui. En vers et en prose sont les ouvrages Esto (1908 -1911) et le titre évocateur Historias (1909-1912).

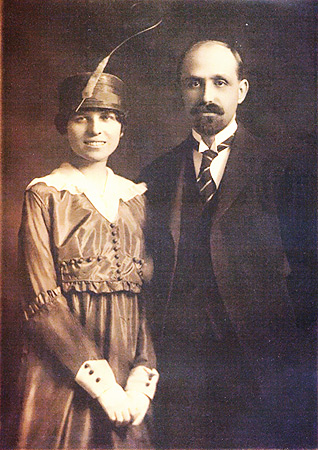
Photo de mariage de Zenobia Camprubí et de Juan Ramón Jiménez (2 mars 1916, New York).

Six ans plus tard, il s'installa à Madrid où, en 1913, il fit la connaissance de Zénobia Camprubí dont il tomba éperdument amoureux. Il fit plusieurs voyages en France puis en Amérique, où en 1916 il épousa Zenobia. Ce mariage et la redécouverte de la mer seront décisifs dans son œuvre et on leur doit le Diario de un poeta recién casado (Journal d'un poète jeune marié), qui marque la frontière entre son étape sensitive et son étape intellectuelle. À partir de ce moment, il crée une poésie pure avec un lyrisme très intellectuel. En 1918, il est à la tête de mouvements de renouveau poétique, acquérant une grande influence sur la Génération de 27. De 1921 à 1927 il publie dans des revues une partie de son œuvre en prose et, de 1925 à 1935, fait paraître ses Cuadernos (Cahiers), qui accueilleront la plupart de ses écrits. À partir de 1931, l'épouse du poète commence à souffrir des premiers symptômes d'un cancer qui ne finira qu'avec sa vie.
En 1936, année qui marque dans son œuvre la transition de l'étape « intellectuelle » à celle de la « suffisance ou de la vérité », la Guerre d'Espagne éclate. Il soutient la République avec Zenobia en accueillant plusieurs orphelins dans une de ses maisons, avec l'aide de la poétesse Ernestina de Champourcín, engagée comme infirmière. Cependant, il ne se sent pas en sécurité à Madrid, le journal socialiste Claridad entamant une campagne contre les intellectuels. Avec l'aide de Manuel Azaña, lui et sa femme parviennent à partir de la capitale par voie diplomatique: il s'installe ainsi à Washington comme attaché aux affaires culturelles.

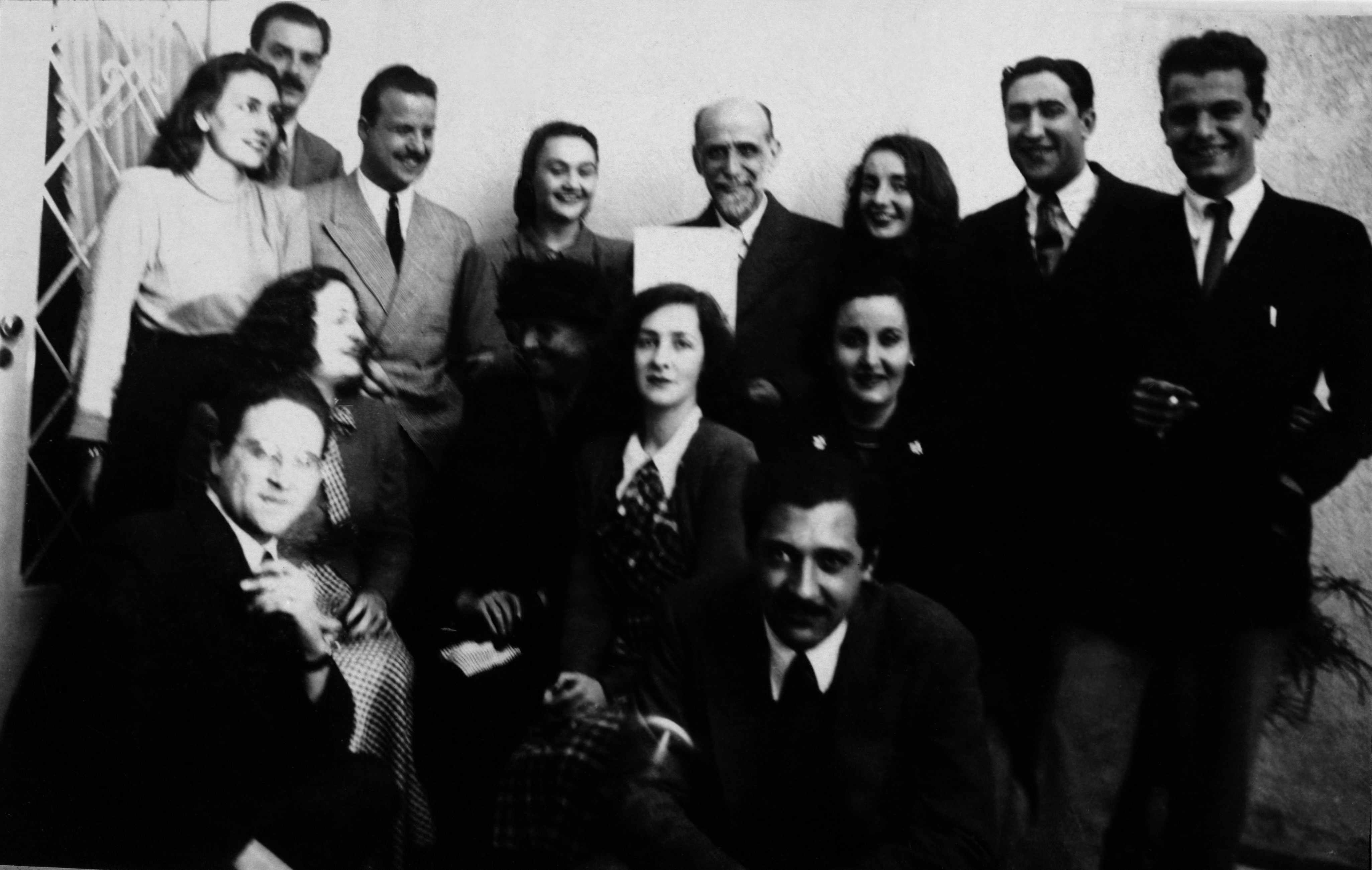
Membres de la Génération de 45 rassemblés autour de Juan Ramón Jiménez. De droite à gauche, debout : María Zulema Silva Vila, Manuel Arturo Claps, Carlos Maggi, María Inés Silva Vila, Juan Ramón Jiménez, Idea Vilariño, Emir Rodríguez Monegal, Ángel Rama. Assis: José Pedro Díaz, Amanda Berenguer, Zenobia Camprubí, Ida Vitale, Elda Lago, Manuel Flores Mora.

En 1946, le poète reste hospitalisé huit mois en raison d'une autre crise de dépression. En 1950, il part pour Porto Rico, et donne des cours à l'Université de Porto Rico.
En 1956, l'Académie suédoise lui décerne le prix Nobel de littérature à Porto Rico, où il a passé une grande partie de sa vie en exil et où il travaille comme professeur à l'Université. Trois jours plus tard, sa femme meurt à San Juan. Il ne se remettra jamais de cette perte et reste à Porto Rico tandis que Don Jaime Benitez, chancelier de l'Université de Porto Rico, reçoit le prix en son nom. Juan Ramón Jiménez meurt deux ans plus tard, dans la même clinique où sa femme s'était éteinte. Ses restes ont été transférés en Espagne.

## Poésie
Bien que par son âge il appartienne à la deuxième génération, il est étroitement lié à celle qui la précède et celle qui la suit. Il a rejoint le modernisme, en étant le maître d'auteurs d'avant-garde.
Il cherche à connaître la vérité et ainsi atteindre l'éternité. La précision pour lui, c'est la beauté. La poésie est une source de connaissances qui permet de saisir les choses.
La poésie de Juan Ramón Jimenez est panthéiste, exacte et précise. Sa poésie a évolué de telle façon qu'on y distingue deux époques. La première se termine en 1916 au moment où commence la seconde. Il écrivit le Diario de un poeta recién casado où il raconte sa lune de miel aux États-Unis.
Les thèmes sont l'amour, la réalité des choses… un autre de ses succès fut Poemas májicos y dolientes, titre orthographié selon le style personnel de Juan Ramón, qui a toujours écrit « j » devant « e » et « i » conformément aux conventions de l'orthographe chilienne réformée de 1844-1927.
Juan Ramón a toujours senti la présence de sa ville natale comme une source d'inspiration et de référence, ainsi que le reflète toute son œuvre.

« Je te porterai, Moguer, dans tous les lieux et dans tous les temps, tu seras pour moi immortel, mon pauvre village, en dépit de ceux qui t'exploitent. »

« Je t'ai dit, Platero, que l'âme de Moguer c'était le vin, j'avais dit une stupidité, n'est-ce pas ? Non, l'âme de Moguer c'est le pain. Moguer est comme un pain de froment, blanc à l'intérieur comme de la mie, et doré autour — oh soleil qui brunit ! — comme la tendre croûte. »

## Étapes de son œuvre
La critiques divise d'ordinaire sa carrière poétique en trois étapes : l'étape sensitive, l'étape intellectuelle et l'étape de suffisance ou de vérité.

### Étape sensitive (1898-1915)
Cette étape se divise à son tour en deux sous-étapes : la première va jusqu'en 1908, la seconde jusqu'en 1916. La première est marquée par l'influence de Bécquer, le symbolisme et un modernisme de formes subtiles, une rime par assonance, un vers d'art mineur et de musique intime. Ce qui domine alors, ce sont les descriptions du paysage comme reflet de l'âme du poète, un paysage qui n'est ni naturel ni le résultat de promenades comme celui de Machado, mais qui est soumis au statisme d'un jardin intérieur, à l'intimisme d'un ordre. Les sentiments vagues prédominent, la mélancolie, la musique et la couleur fanée, les souvenirs et les rêves d'amour. Il s'agit d'une poésie toute d'émotion et de sentiment où la sensibilité du poète resplendit à travers une structure formelle parfaite. À cette étape appartiennent Rimas (1902), Arias tristes (1903), Jardines lejanos (1904), Elegías (1907). La seconde époque se tourne vers la forme d'un art supérieur (hendécasyllabes et alexandrins), la rime consonante, la composition en strophes classique (sonnets, quatrains aux rimes alternées) ; elle laisse voir une influence moderniste profonde, celle du symbolisme français (Charles Baudelaire, Paul Verlaine) et du décadentisme anglo-français (Walter Pater, essentiellement). On a récemment découvert un livre écrit entre 1910 et 1911, Libros de amor, rempli d'une poésie charnelle et érotique. Le poète atteint à la perfection les sommets du Parnasse, en particulier dans les sonnets ; appartiennent à cette sous-étape entre autres La Soledad Sonora (1911), Pastorales (1911), Laberinto (1913), Platero y yo (elegía andaluza) (1914) et Estío. Vers la fin de cette étape, le poète commence à sentir le dégoût des oripeaux sensoriels du modernisme et il se soucie désormais du temps et de la possession d'une beauté éternelle.
Platero y yo, daté par son auteur de 1914, est devenu l'ouvrage le plus populaire du poète, écrit dans une prose magnifique, qui entraîne doucement le lecteur à travers un retable minutieux d'images poétiques qui nous conduisent à partir de la présentation de ce petit âne :

« Platero est petit, poilu et doux ; si doux à l'extérieur qu'on dirait qu'il est entièrement en coton, qu'il n'a pas d'os. Seuls les miroirs de jais de ses yeux sont durs comme deux scarabées de verre noir. »

Jusqu'à sa mort et, cela va de soi, l'ascension de l'ânon vers le ciel… de Moguer : « Platero, nous vois-tu ? Dis la vérité » nous demandons-nous en suivant ce qu'écrit Juan Ramón Jiménez.
Estío (1916) représente un changement vers la deuxième étape de Juan Ramón. Le poète s'éloigne du modernisme à la recherche d'une plus grande épuration du langage. Disparaissent alors les environnements nostalgiques, évoqués et rêvés, au profit d'une réalité plus concrète.

### Étape intellectuelle (1916-1936)

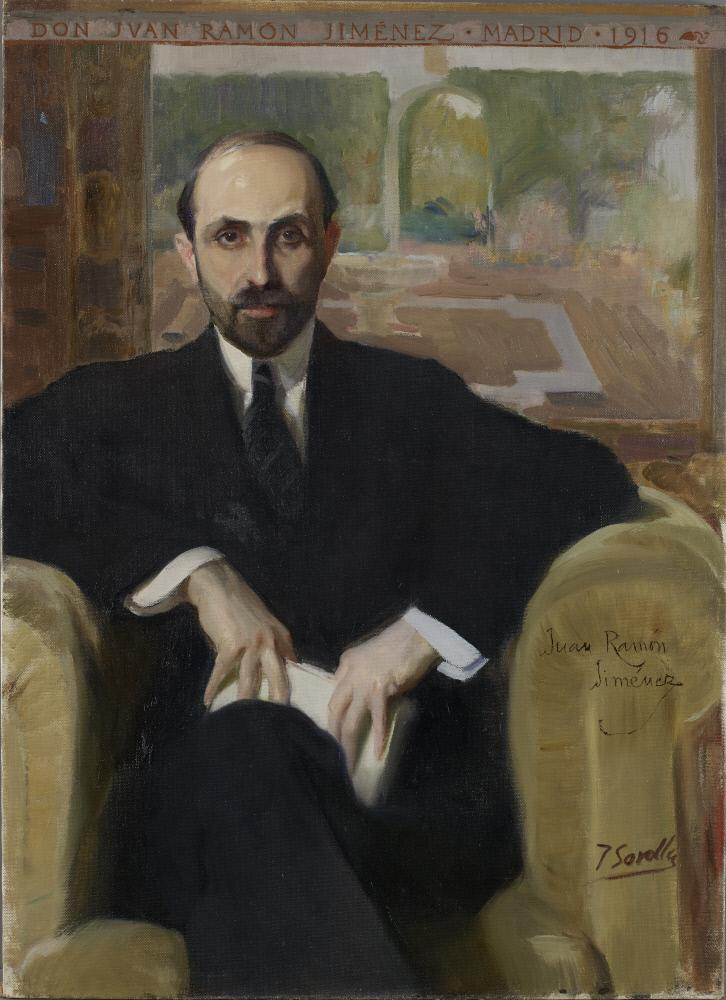
Juan Ramón Jiménez, 1916
Joaquín Sorolla
The Hispanic Society of America, New York

Son premier voyage en Amérique et le contact avec la poésie de langue anglaise (Yeats, William Blake, Emily Dickinson, Shelley) ont profondément marqué cette deuxième étape (1916-1936), qu'il a lui-même baptisée comme l'étape intellectuelle, et qui le relie au courant littéraire du noucentisme. Un fait fondamental se produit alors : la découverte de la mer comme motif transcendant. La mer symbolise la vie, la solitude, la joie, le temps éternel et présent. Commence ainsi une évolution spirituelle qui l'amène à rechercher la transcendance.
Dans son désir de se sauver en face de la mort, il s'efforce d'atteindre à l'éternité, et c'est une chose qu'il ne peut l'obtenir qu'à travers la beauté et l'épuration de la poésie. Il supprime donc toute la musicalité, les arguments poétiques, la pompe externe qui ne sert que d'ornement extérieur, pour pénétrer dans ce qui est profond, qui est beau, qui est pur, qui est essentiel.
De cette période on remarquera Diario de un poeta recién casado (1916), Primera antología poética, (1917), Eternidades (1918), Piedra y cielo (1919), Poesía (1917–23) et Belleza (1917–23).
Avec le Diario de un poeta recién casado, qui a reçu par la suite (en 1948) le titre de Diario de poeta y mar (afin d'y inclure le second prénom de sa femme, Aymar), débute cette nouvelle étape dans l'œuvre de Juan Ramon. Il s'agit d'une poésie sans anecdote, sans les « oripeaux de la modernité », une poésie stylisée et épurée, où le poète admire ce qu'il contemple. Cet ensemble de poèmes est le fruit de son voyage en Amérique. Dans le Diario, Juan Ramón expérimente dans les sujets et dans les formes, et il ouvre un nouveau courant poétique, qui sera exploité par certains membres de la Génération de 27.
Dans Piedra y cielo (1919) le thème central est déjà la création poétique : la poésie en tant qu'activité, le poème comme un objet artistique et le poète comme un dieu – créateur d'un nouvel univers. S'ouvre ainsi une ligne thématique nouvelle que Juan Ramon n'abandonnera plus : la recherche de la sublimation poétique et l'intensification créatrice d'une poésie pure, schématique.
La Estación total (1923-1936). Cet ouvrage rassemble les derniers poèmes écrits en Espagne. Le 22 août 1936, Juan Ramón partait pour l'exil.

### Étape de la suffisance ou de la vérité (1937-1958)
Appartient à l'époque de la suffisance ou de la vérité tout ce qu'il a écrit durant son exil en Amérique. Juan Ramón reste replié sur lui-même à la recherche de la beauté et de la perfection, mais pas assez pour ne pas préparer un livre copieux en faveur de la République espagnole, Guerra en España dont il ne verra jamais la publication. Son angoisse devant la transcendance l'amène à une certaine mystique et à s'identifier avec Dieu et la beauté qui forment un tout. Sa langue poétique devient une sorte d'idiolecte toute peuplée de néologismes multiples (« ultratierra », « deseante »…). Après une période de silence relatif, il publie Animal de fondo (1949), Tercera antología poética (1957), En el otro costado (1936–42) et Dios deseado y deseante (1948–49).
Dans Animal de fondo, le poète cherche Dieu « sans repos ni fatigue »." Mais ce Dieu est une divinité extérieure au poète, mais qui se trouve en lui et dans son œuvre (« ton essence est en moi, comme ma forme » ; « dans le monde que j'ai créé pour toi et par toi »). Ce dieu auquel il se réfère est à la fois la cause et la finalité de la beauté.
Dios deseado y deseante (1948-49) représente l'aboutissement de Animal de fondo. Le poète en arrive même à s'identifier à ce dieu qu'il a tant cherché. Un dieu qui existe en lui-même et hors de lui-même, un dieu à la fois désiré et désirant.
Tout au long de sa vie Juan Ramón a révisé son œuvre avec le plus grand soin. Le recueil de poèmes Leyenda (1896-1956), publié après sa mort par Antonio Sánchez Romeralo en 1978, et dans une édition révisée par Maria Estela Arretche en 2006 (Madrid: Visor), rassemble l'œuvre poétique intégrale de l'auteur comme il aurait voulu qu'elle fût publiée.

## Œuvres traduites en français
- Poésies, trad. Guy Lévis Mano, Paris : GLM, 1955.
- Platero et moi, trad. Claude Couffon, Paris : Seghers, 1956.
- Textes choisis, trad. L F Durand, Paris : Seghers, 1963.
- Espace, trad. de Gilbert Azam, Paris, Éditions José Corti, 1989, 90 p.  (ISBN 978-2-7143-0270-0).
- Sonnets spirituels: sonetos espirituales, Aubier, coll. « Collection billingue », 1989 (ISBN 978-2-7007-1415-9).
- Pierre et Ciel, trad. de Bernard Sesé, Paris, Éd. José Corti, 1990,  (ISBN 978-2-7143-0401-8), 287 p.
- Fleuves qui s'en vont, trad. Claude Couffon, Paris, Éd. J. Corti, 1990, 109 p.  (ISBN 978-2-7143-0402-5)
- Eté, trad. Bernard Sesé, Paris : J Corti, 1997.
- Eternités, trad. Bernard Sesé, Paris : J Corti, 2000.
- Poésie en vers, trad. Bernard Sesé, Paris, Éditions José Corti, 2002, 220 p.  (ISBN 978-2-7143-0795-8).
- Beauté, [« Belleza »], trad. Bernard Sesé, Paris, Éd. J. Corti, 2005, 214 p.  (ISBN 978-2-7143-0895-5).
- Journal d'un poète jeune marié, traduit et préfacé par Victor Martinez, Toulon, Éditions de la Nerthe, 2008, 296 p.,  (ISBN 978-2-916862-13-2).
- Platero et moi [« Platero y yo »], trad. de Claude Couffon, Paris, Éditions Seghers, 2009, 294 p.,  (ISBN 978-2-232-12306-1).